# Coccophagus nipponicus
Coccophagus nipponicus är en stekelart som först beskrevs av Hajime Ishihara 1977.  Coccophagus nipponicus ingår i släktet Coccophagus och familjen växtlussteklar. Inga underarter finns listade i Catalogue of Life.